# Drăgușeni (gmina w okręgu Jassy)
Drăgușeni – gmina w Rumunii, w okręgu Jassy. Obejmuje miejscowości Drăgușeni i Frenciugi. W 2011 roku liczyła 1436 mieszkańców.